# Мішкасар
Мішкасар (перс. ميشكاسر) — село в Ірані, у дегестані Лайл, у Центральному бахші, шагрестані Ляхіджан остану Ґілян. За даними перепису 2006 року, його населення становило 37 осіб, що проживали у складі 9 сімей.